# 수원 아이파크 시티
수원 아이파크 시티(영어: Suwon IPARK CITY)는 대한민국 경기도 수원시 권선구 권선동에 위치한 아파트 단지이다. 최고 15층, 지하 3층이며 최저 46m, 최고 57m의 높이다. 2017년 완공된 수원 아이파크 시티 5차가 입주하여 "수원 아이파크 시티"라는 대단지가 완성되었다. (주)종합건축사사무소 건원가 설계하였고 현대산업개발이 개발했다.
수원 아이파크 시티는 1차~5차로 이어지는 100만m2급 단일 브랜드 도시다. 이미 1차~4차 총 6108가구가 입주를 완료했고, 5차(550가구, 2017년 6월)도 입주를 앞두고 있어 기본 배후수요가 많다. 여기에 덕영대로 맞은편으로 2만5000여명에 달하는 배후수요를 비롯해 인근 30분 거리에는 3만여 명이 근무하는 삼성디지털시티가 위치해 있다.

## 역사
2009년에 착공하여 2011년에 1단지, 3단지가 완공되었다. 2012년 1월에 2단지, 4단지가 완공되고 2015년 8월에 5단지와 6단지가 완공되었다. 2016년 8월에 7단지가 완공되고 2017년 6월에 마지막 수원 아이파크 시티 아파트인 8단지와 9단지가 완공되었다. 수원 아이파크 시티 5차는 6월에 입주가 시작되었다.

## 구성
1차 (1/3단지), 2차 (2/4단지), 3차 (5/6단지), 4차 (7단지), 5차 (8/9단지), 6차(10/11/12단지)로 구성되어 있다.
| 단지 이름                 | 세대     | 입주        | 난방 방식          |
| ------------------------- | -------- | ----------- | ------------------ |
| 수원 아이파크 시티 1단지  | 543세대  | 2011년 10월 | 개별난방, 도시가스 |
| 수원 아이파크 시티 2단지  | 1135세대 | 2012년 1월  | 지역난방, 도시가스 |
| 수원 아이파크 시티 3단지  | 793세대  | 2011년 10월 | 개별난방, 도시가스 |
| 수원 아이파크 시티 4단지  | 889세대  | 2012년 1월  | 개별난방, 도시가스 |
| 수원 아이파크 시티 5단지  | 704세대  | 2015년 8월  | 개별난방, 도시가스 |
| 수원 아이파크 시티 6단지  | 448세대  | 2015년 8월  | 개별난방, 도시가스 |
| 수원 아이파크 시티 7단지  | 1596세대 | 2016년 8월  | 개별난방, 도시가스 |
| 수원 아이파크 시티 8단지  | 282세대  | 2017년 6월  | 개별난방, 도시가스 |
| 수원 아이파크 시티 9단지  | 268세대  | 2017년 6월  | 개별난방, 도시가스 |
| 수원 아이파크 시티 10단지 | 128세대  | 2024년 11월 | 개별난방, 도시가스 |

## 특징
현대산업개발이 3월 경기 수원시 권선구 수원 아이파크시티(권선지구)에서 분양한 ‘수원 아이파크 시티 5차 상업시설’은 기분양 된 7000여 가구의 수원 아이파크 시티 내 거주민을 자체 수요로 두고 있는 복합상권이다. 
뿐만 아니라 인근으로는 이마트, 롯데마트, NC백화점, 메가박스 등이 가까워 쇼핑객들의 유입도 기대할 수 있으며, 바로 옆으로는 대형 교회가 자리잡고 있어 주말 등 유동인구를 확보할 수 있다. 
약 100만m2 규모로 개발되는 수원 아이파크 시티의 관문입지를 자랑한다. 더욱이 경기 의왕시에서 수원을 관통해 경기 용인시를 잇는 총거리 20.7km의 중심도로인 덕영대로와 연접해 있다. 바로 앞으로만 약 24개의 버스노선이 지나가는 교통의 중심지인데다 수원버스터미널도 가까워 광역적인 유동인구를 포용할 수 있는 상권을 자랑한다.
특히 E2블록에 입점하는 상가는, 현대산업개발의 아이파크몰이 직영으로 임대하였다. 때문에 대형 프렌차이즈 업체 또는 유명 뷰티크샵 등으로 조성돼 보다 빠른 상권활성화가 이뤄질 것으로 보인다. 
입점도 일반 신규 상가보다 빠르다. 수원 아이파크 시티 5차 상업시설은 2017년 6월 이후 신규 상가와 달리 빠른 입주가 시작되었다. 
최근 트렌트에 부합하는 스트리트형 상가로 만들어져 고객 접근성과 가시성이 뛰어나다. 길을 통해 연결되는 E1블록과 E2블록 사이에는 중앙광장이 조성되며, 고객 동선을 따라 전후면 순환형으로 점포를 배치하기 때문에 체류시간이 길고 흡입력이 강해 유동인구 확보에 안정적이다. 또한 수원 아이파크 시티의 생태하천인 우시장천과 이어지는 수변공간으로 만들어져 쾌적한 휴식과 쇼핑을 동시에 즐길 수 있는 소비자 문화공간으로 조성된다.